# Щербов, Евгений Григорьевич
Евгений Георгиевич Щербов — советский спортсмен по хоккею с мячом и футболу.

## Карьера
хоккей с мячом
Выступала за московские команды «Динамо» и «Медики».
футбол
В сезоне 1935 года был в составе московского «Динамо». 30 мая 1937 играл за «Динамо-II» в матче 1/32 финала против серпуховского «Локомотива»

## Семья
- Щербов, Владимир Георгиевич — брат
- Щербова, Ольга Осиповна — жена брата

## Достижения
хоккей с мячом
- Чемпионат СССР
  - Чемпион: 1936
- Кубок СССР
  - Обладатель: 1937
- Москвы
  - Чемпион (3): 1935, 1936, 1937

футбол
- Чемпионат Москвы
  - Чемпион: 1935 (в)[4]